# Citroën Traction Avant

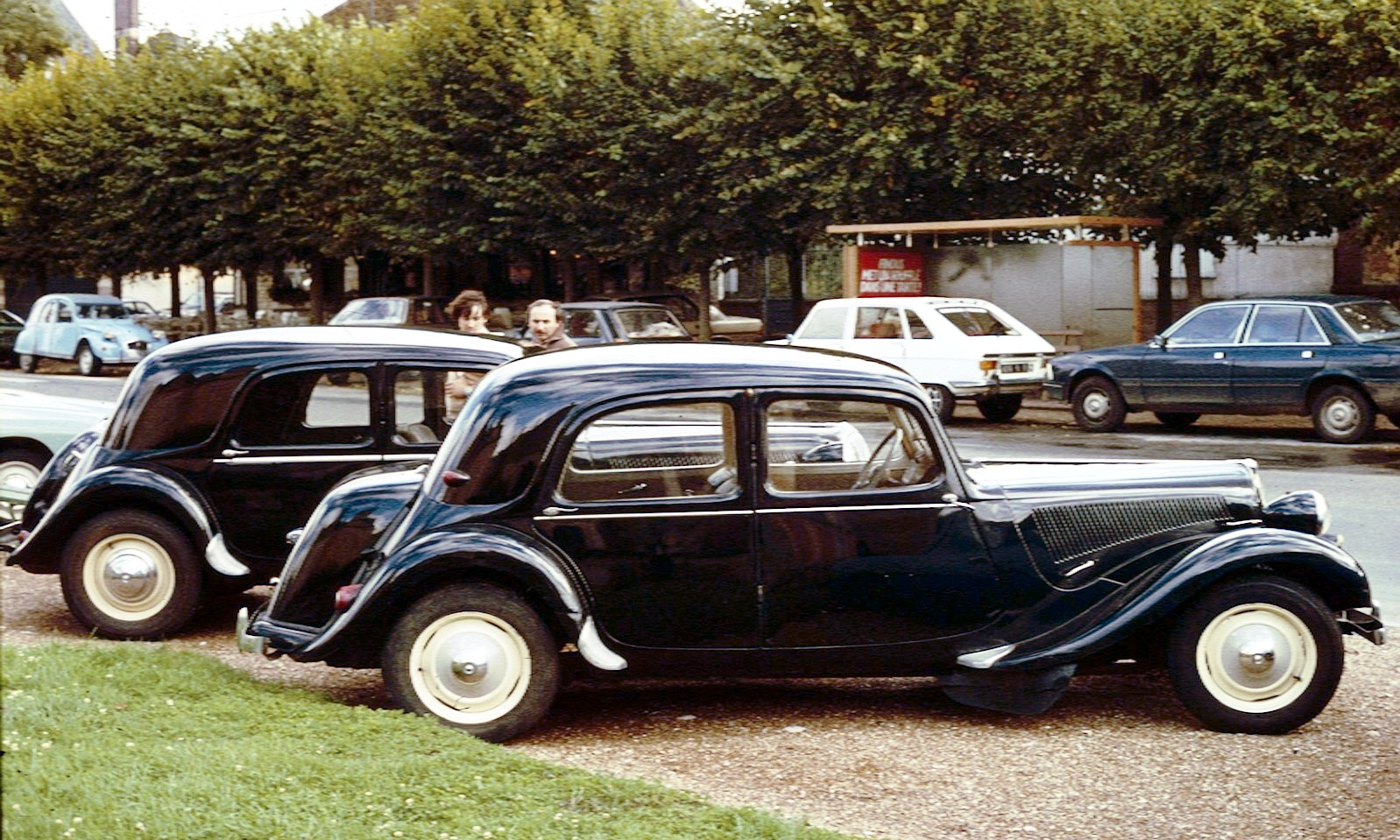
El maletero es alargado en 1952.

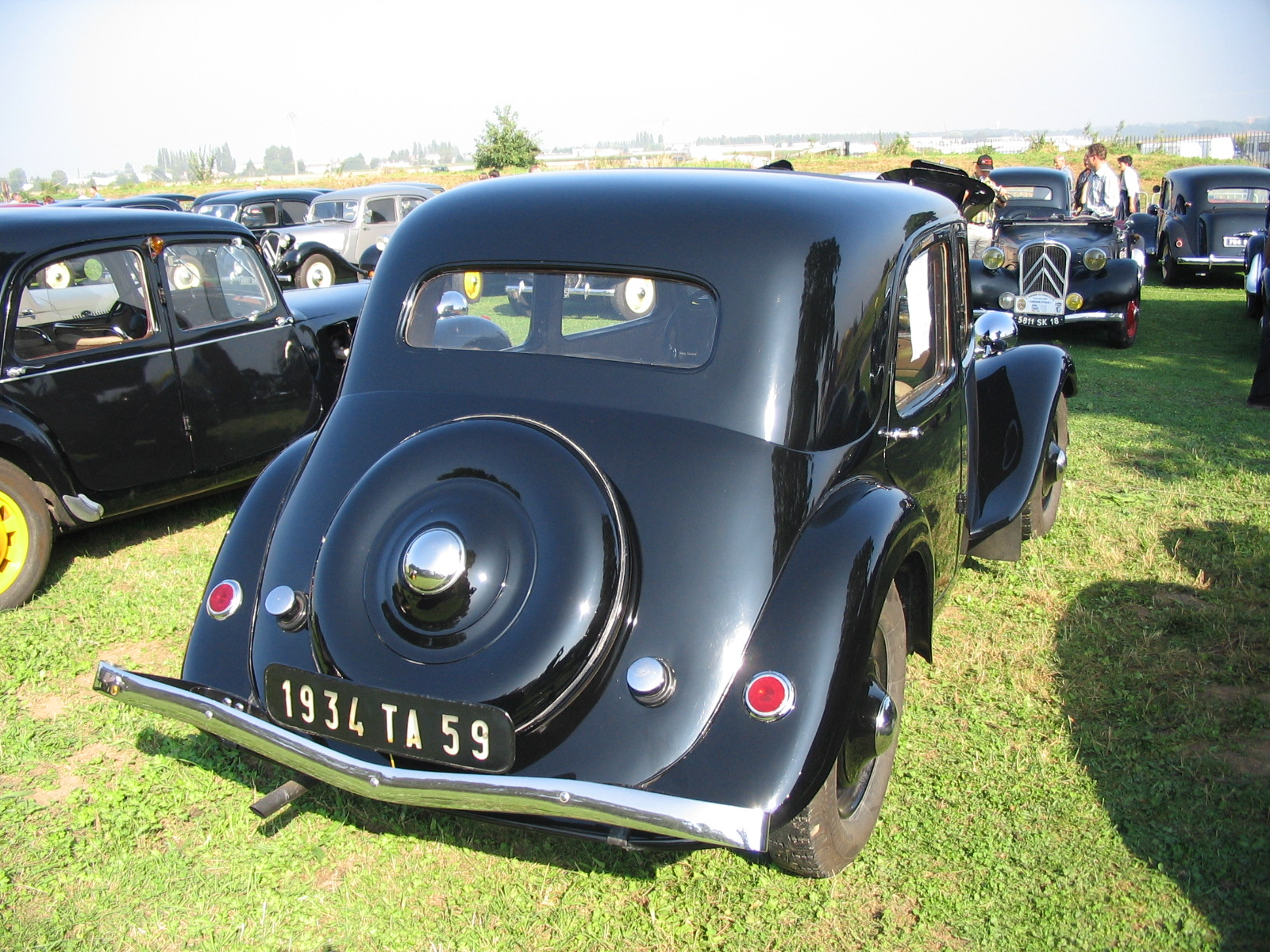
Citroën con matrícula francesa: «1934» (año de su lanzamiento), «TA» («Traction Avant» o tracción delantera) 59 (departamento del «Nord». Vista posterior.

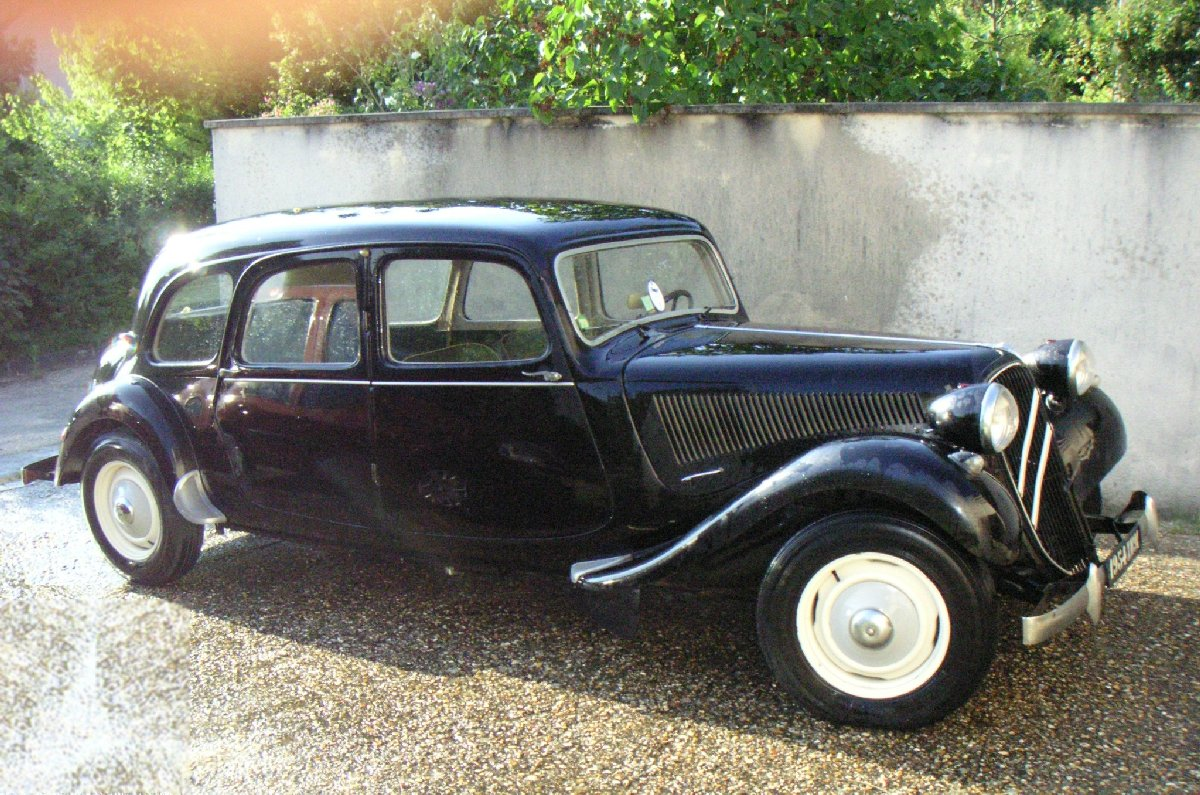
Traction carrocería familiar con seis ventanillas. Modelo francés de 1954. Una fila de tres asientos plegables permite el transporte de ocho personas. Motor de cuatro cilindros.

El Citroën Traction Avant (literalmente «tracción delantera») es conocido también en España y Argentina como Citroën 11 u 11 Ligero, aunque esos nombres solo corresponden a dos de los modelos de la gama Traction Avant. Además, se debe destacar que no todos los Citroën 11 son Citroën 11 Ligero, porque se trata de dos variantes distintas del mismo modelo. Es una de las gamas más vendidas del fabricante de automóviles Citroën. Presentado el 18 de abril de 1934, fue concebido como un coche moderno y avanzado para su época.

## Historia
El proyecto PV (Petite Voiture), que da origen al modelo, fue confiado a André Lefèbvre, que provenía del mundo de la aviación. Había trabajado en Avions Voisin, y en 1931 tuvo que abandonar Voisin por desaparecer la empresa, y, tras un paso breve por Renault, se incorporó a Citroën.
La carrocería es obra de un escultor italiano, Flaminio Bertoni, que realizaba sus primeros trabajos en el automóvil. El tándem Lefèbvre–Bertoni volvería a rodar unos años después para concebir el dos caballos.
Su aparición es un hito en la historia del automóvil, ya que se trataba del primer vehículo de gran serie realizado sobre una carrocería autoportante. La técnica consiste en fabricar una carrocería en la que el chasis y la carrocería, propiamente dicha, constituyen una unidad inseparable. Permitía una importante reducción del peso del vehículo y un aumento en la estabilidad del coche al rebajar la altura y, por tanto, el centro de gravedad. Los estudios e investigaciones sobre la corrosión hicieron posible su ejecución y un avance en la fabricación en serie, donde las pinturas anticorrosivas pasaron a adquirir una importancia preponderante en la construcción de automóviles.
Nació con problemas graves, que hicieron pensar en un fracaso. Una caja de cambios diseñada demasiado deprisa, en tan solo quince días, para sustituir a otra automática, diseñada para el modelo y que fracasó, fue la causa de numerosos accidentes, que, unidos a problemas de «bisoñez» de la transmisión delantera, dieron una fama poco recomendable al nuevo coche. Afortunadamente, los problemas se corrigieron a tiempo, y la suerte se volvió a favor de este coche.
En junio de 1938 se lanza una versión más potente, con un motor de seis cilindros, bautizada 15 Six. El modelo se convierte en un potente rutero que adquiere fama de vehículo rápido y cómodo.
Los Citroën Tracción eran de línea muy moderna para entonces. En España se les da el apodo de «pato», debido a su parecido con el modelo anterior «Rosalie», que llevaba un pato grabado en los estribos.
La Segunda Guerra Mundial hace suspender la producción de dicha versión, que regresa al mercado en 1946, una vez finalizada la guerra.
La incorporación en 1952 de una tapa de maletero, en el que se sitúa la placa de matrícula, confiere al modelo una mayor capacidad y una estética más acorde con los tiempos.
Las últimas unidades recibieron una suspensión hidráulica como paso previo a la montada en el Citroën DS, que sería su sustituto.
Entró en la historia el 25 de julio de 1957, tras haberse fabricado 759.123 unidades de diversas versiones a lo largo de 23 años. Se fabricó en Francia, Bélgica, Dinamarca, Alemania y Reino Unido. 

### Citroën Tracción delantera
La importancia del “Tracción delantera” de André Citroën no solo radica en que fuera el primer coche que incorporó algunas de las características punteras fundamentales del mundo de la automoción de 1934, sino también porque fue el primer coche producido en serie que lo hizo. Hasta entonces los automóviles tenían el motor delantero y la tracción trasera, lo que llevaba a tener un «túnel de transmisión» entre uno y otro, que ocupaba espacio. Las dos soluciones al problema fueron la tracción delantera de este modelo y el motor trasero del Volkswagen escarabajo, casi de la misma época.
Contaba con tracción delantera, carrocería monocasco, barras de torsión y un motor con válvulas en cabeza y cilindros lubricados, todos ellos avances técnicos que André Citroën había observado en los coches procedentes de Estados Unidos y resto de Europa. Producir un coche así era una aventura muy arriesgada y, a pesar de que tras el Salón del Automóvil de París de 1934 recibió varios encargos rentables, el dinero que hubo que invertir llevó a la empresa a la quiebra. André Citroën tuvo que dejar su propia empresa y murió seis meses después, sin poder ver el futuro de su ingenio y los más de doce modelos que se construirían en su nombre durante los siguientes 22 años.

## Características
- Habitáculo / Bastidor: Monocasco sobre subestructura independiente delantera.
- Motor:

- Modelo 7A — 1.303 cm³ ohv, L4 cilindros. Potencia máxima: 32 HP
- Modelo 7B — 1.529 cm³ ohv, L4 cilindros. Potencia máxima: 35 HP
- Modelo 7C — 1.628 cm³ ohv, L4 cilindros.
- Modelo 11 — 1.911 cm³ ohv, L4 cilindros. Potencia máxima: 46 HP a 3.800 rpm.
- Modelo 15 — 2.867 cm³ ohv, L6 cilindros. Potencia máxima: 77 HP a 3.000 rpm.
- Modelo 22  (Serie de prototipo mecánico) — 3 822 cm³ ohv, motor V8.

- Transmisión: 3 velocidades, las dos superiores sincronizadas.
- Suspensión: Delantera: independiente con trapecios articulados y barras de torsión. Trasera: eje rígido con barras de torsión y amortiguadores telescópicos hidráulicos.
- Dirección: De piñón y cremallera.
- Frenos: De tambor hidráulicos en las cuatro ruedas.
- Neumáticos y Ruedas: Michelin Superconfort 150/40 (para el estándar) o 160/40 (batalla grande). Desde enero de 1938, 156/40 o 185/40 sobre llantas Pilote.
- Prestaciones: Vel. punta de la berlina: 136 km/h (aprox.).